# Höhnhart
Höhnhart  ist eine Gemeinde in Oberösterreich im Bezirk Braunau am Inn im Innviertel mit 1489 Einwohnern (Stand 1. Jänner 2025). Der zuständige Gerichtsbezirk ist der Gerichtsbezirk Braunau am Inn. Bis 1934 lautete der Name der Gemeinde Henhart, welcher synonym für den Kobernaußerwald verwendet wurde.

## Geografie
Höhnhart liegt auf 480 m Höhe im Innviertel südöstlich der Stadt Braunau. Die Ausdehnung beträgt von Nord nach Süd 5,7 km, von West nach Ost 7,7 km. Die Gesamtfläche beträgt 22 km². 29,1 % der Fläche sind bewaldet, 63,2 % der Fläche sind landwirtschaftlich genutzt.

### Gemeindegliederung
Das Gemeindegebiet umfasst folgende Ortschaften (in Klammern Einwohnerzahl Stand 1. Jänner 2025):
- Aichbichl (21)
- Aigertsham (94)
- Ainetsreit (22)
- Außerleiten (37)
- Buchberg (12)
- Diepoltsham (52)
- Eden (9)
- Eitzing (21)
- Feichta (46)
- Haging (71)
- Herbstheim (241)
- Höhnhart (333)
- Hub (35)
- Leitrachstetten (50)
- Liedlschwandt (61)
- Miesenberg (34)
- Oberaichberg (20)
- Peretsdobl (19)
- Perwart (33)
- Stegmühl (106)
- Thalheim (81)
- Thannstraß (51)
- Unteraichberg (40)

Die Gemeinde besteht aus den Katastralgemeinden Feichta und Henhart.

### Nachbargemeinden
| Treubach       | Roßbach                                     |        |
| Maria Schmolln | Kompassrose, die auf Nachbargemeinden zeigt | Aspach |
|                | St. Johann am Walde                         |        |

## Geschichte
Im Jahr 898 wird der Ort als „cum foresto ad honhart“ erstmals erwähnt. Seit Gründung des Herzogtums Bayern war der Ort bis 1779 bayrisch und kam nach dem Frieden von Teschen mit dem Innviertel (damals „Innbaiern“) zu Österreich. Während der Napoleonischen Kriege wieder kurz bayrisch, gehört er seit 1814 endgültig zu Oberösterreich. 1934 wurde der Name der Gemeinde von Henhart in Höhnhart geändert. Nach dem Anschluss Österreichs an das Deutsche Reich am 13. März 1938 gehörte der Ort zum Reichsgau Oberdonau. Nach 1945 erfolgte die Wiederherstellung Oberösterreichs.
Am Standort des mittelalterlichen Schloss Höhnhart befindet sich heute ein Gasthof.

### Einwohnerentwicklung
Bei der Volkszählung 1991 hatte die Gemeinde 1410 Einwohner, 2001 dann 1400 Einwohner. Grund für den Rückgang der Bevölkerungszahl war die Abwanderung, die durch die positive Geburtenbilanz nicht ausgeglichen werden konnte. Von 2001 bis 2011 war auch die Geburtenbilanz negativ, sodass die Einwohnerzahl auf 1369 zurückging.

## Kultur und Sehenswürdigkeiten
- Pfarrkirche Höhnhart[5]

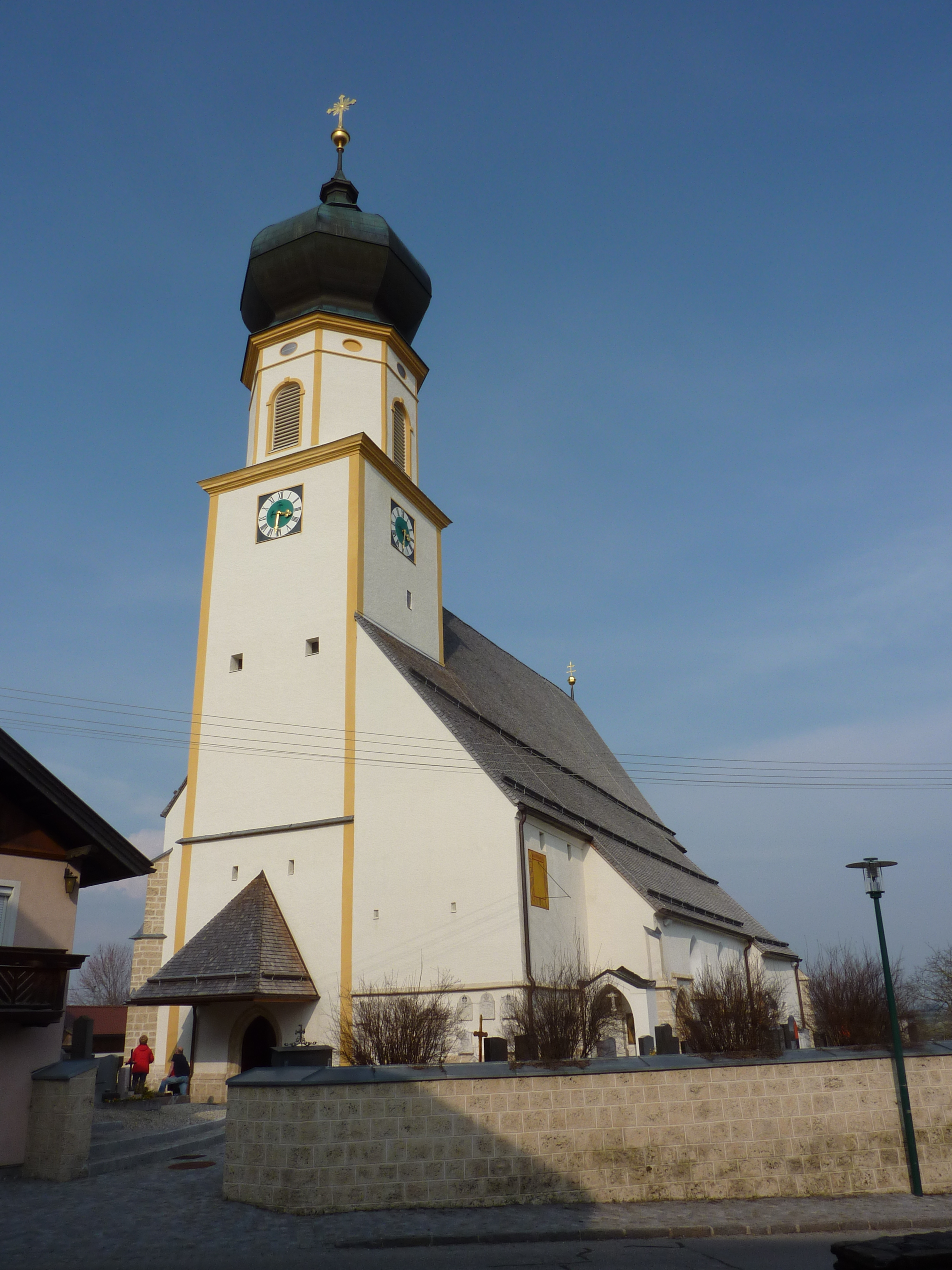
Pfarrkirche Höhnhart

- Borbet-Allianz-Arena (Skisprungschanze Höhnhart)[6]
- Schmiedbauers Skiflyer[7]

## Wirtschaft und Infrastruktur
Höhnhart ist eine Gemeinde mit hauptsächlich landwirtschaftlicher Struktur. Wichtige Arbeitgeber sind das Kleingewerbe und die Nahversorgung.

### Wirtschaftssektoren
In den Jahren 1999 bis 2010 nahm die Anzahl der landwirtschaftlichen Betriebe von 107 auf 86 ab. 2010 waren 44 Haupterwerbsbauern, die achtzig Prozent der Flächen bewirtschafteten. Im Produktionssektor arbeiteten 190 Erwerbstätige im Bereich Herstellung von Waren und 36 in der Bauwirtschaft. Die wichtigsten Arbeitgeber des Dienstleistungssektors waren die Bereiche Handel (45) soziale und öffentliche Dienste (28), Verkehr (16), Beherbergung und Gastronomie (12) und freiberufliche Dienstleistungen (12 Mitarbeiter).
| Wirtschaftssektor            | Anzahl Betriebe | Anzahl Betriebe | Erwerbstätige | Erwerbstätige |
| Wirtschaftssektor            | 2011            | 2001            | 2011          | 2001          |
| ---------------------------- | --------------- | --------------- | ------------- | ------------- |
| Land- und Forstwirtschaft 1) | 86              | 107             | 82            | 98            |
| Produktion                   | 15              | 15              | 226           | 172           |
| Dienstleistung               | 57              | 31              | 131           | 113           |

1) Betriebe mit Fläche in den Jahren 2010 und 1999

### Arbeitsmarkt, Pendeln
Im Jahr 2011 lebten 724 Erwerbstätige in Höhnhart. Davon arbeiteten 237 in der Gemeinde, zwei Drittel pendelten aus.

## Politik
Der Gemeinderat hat 19 Mitglieder.

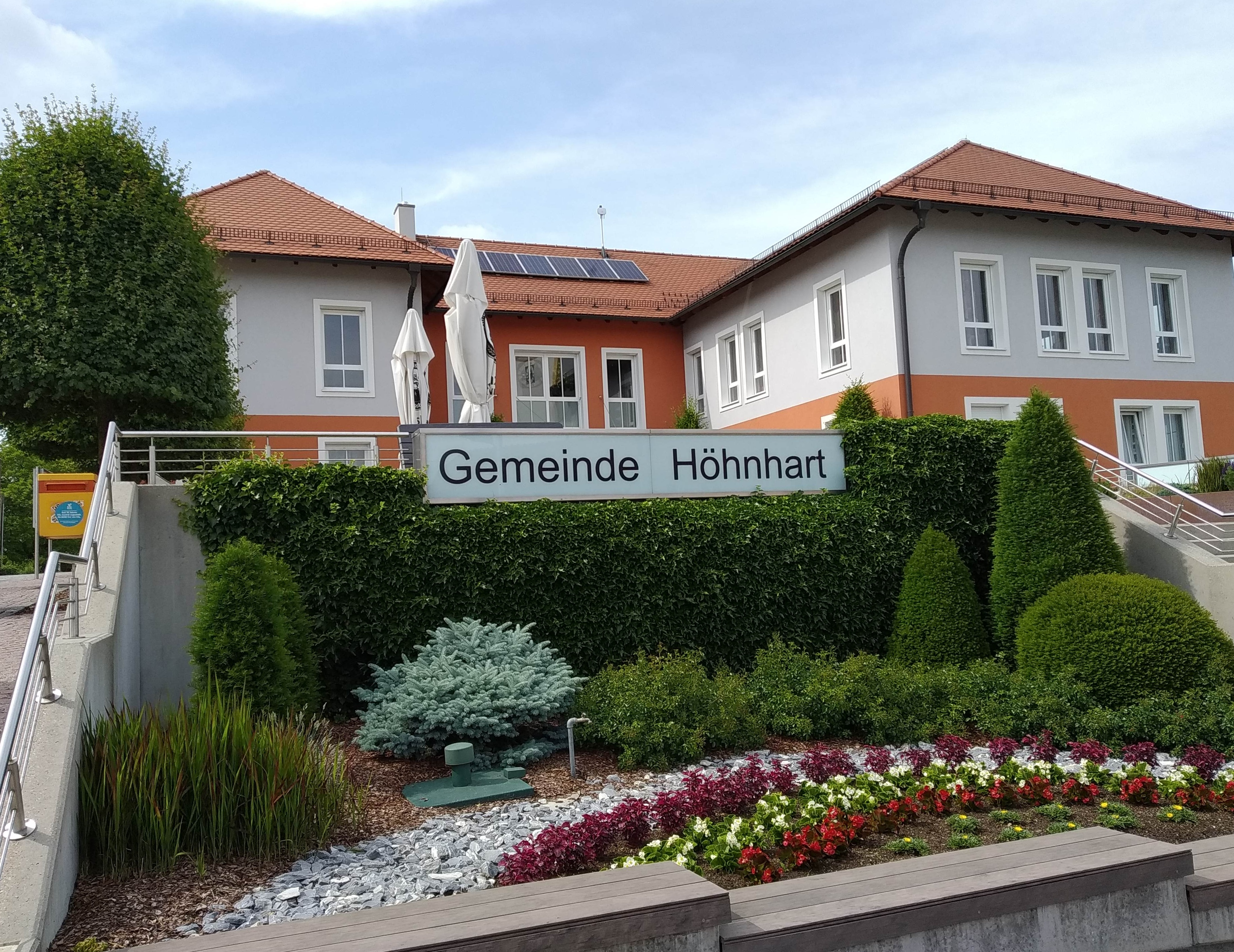
Gemeindeamt Höhnhart

- Mit den Gemeinderats- und Bürgermeisterwahlen in Oberösterreich 2003 hatte der Gemeinderat folgende Verteilung: 9 ÖVP, 6 SPÖ und 4 FPÖ.
- Mit den Gemeinderats- und Bürgermeisterwahlen in Oberösterreich 2009 hatte der Gemeinderat folgende Verteilung: 11 ÖVP, 4 SPÖ und 4 FPÖ.
- Mit den Gemeinderats- und Bürgermeisterwahlen in Oberösterreich 2015 hatte der Gemeinderat folgende Verteilung: 10 ÖVP, 5 FPÖ und 4 SPÖ.
- Mit den Gemeinderats- und Bürgermeisterwahlen in Oberösterreich 2021 hat der Gemeinderat folgende Verteilung: 10 ÖVP, 5 FPÖ und 4 SPÖ.[13][14]

### Bürgermeister
Bürgermeister seit 1850 waren:
- 1850–1858 Ferdinand Gramiller
- 1858–1861 Josef Haider
- 1861–1862 Georg Lanz
- 1862–1864 Simon Erlacher
- 1864–1867 Leopold Müller
- 1867–1867 Martin Lengauer
- 1867–1870 Josef Diermeier
- 1870–1874 Leopold Müller
- 1874–1876 Georg Schwarzmeier
- 1876–1879 Martin Lengauer
- 1879–1882 Josef Reinthaler
- 1882–1885 Josef Adlmanninger
- 1885–1888 Ferdinand Bernhofer
- 1888–1891 Michael Jechtl
- 1891–1894 Johann Reinthaler
- 1894–1897 Johann Lengauer
- 1897–1900 Ferdinand Horner
- 1900–1903 Georg Mühlbacher
- 1903–1906 Ferdinand Bernhofer
- 1906–1909 Georg Priewasser
- 1909–1912 Kajetan Dachsecker
- 1912–1918 Georg Maier
- 1918–1924 August Müller
- 1924–1929 Ferdinand Gramiller
- 1929–1935 Georg Lengauer
- 1935–1937 Alois Bachleitner
- 1937–1938 Keyetan Diermaier
- 1938–1945 Franz Voith
- 1945–1946 Jakob Hager
- 1946–1947 Georg Reiter
- 1947–1949 Johann Mühlbacher
- 1949–1963 Ferdinand Reiter
- 1963–1979 Josef Karer
- 1979–2003 Franz Reinthaler
- seit 2003 Erich Priewasser (ÖVP)

### Wappen und Name
Die Gemeindefarben sind Schwarz-Gelb-Grün.
Die offizielle Beschreibung des Gemeindewappens lautet: In Schwarz auf grünem, von einer goldenen Leiste gesäumtem Dreiberg ein goldener Ahornzweig mit drei goldenen Blättern. Der Wappenentwurf stammt von Franz Daringer aus Wildenau. und wurde durch Beschluss der oberösterreichischen Landesregierung vom 10. Juli 1978 verliehen. 
Das Motiv für das Gemeindewappen ist dem Stammwappen der Herbstheimer entnommen. Dieses Adelsgeschlecht besaß im gleichnamigen Ort einen Edelsitz und war Inhaber eines fürstlich-bayrischen Ritterlehens. Den ersten Nachweis für die Herren zu Herbstheim erhalten wir aus dem Jahr 1363. Neben dem Sitz Herbstheim besaßen sie auch eine Taverne in Höhnhart. Von 1557 bis 1569 war Lorenz Herbstheimer Besitzer der Herrschaft. Mit ihm stirbt das Adelsgeschlecht im männlichen Stamm aus. Der Edelsitz Herbstheim wurde 1811 abgetragen. 
Der Dreiberg kann auch als Hinweis auf die Lage im Innviertler Hügelland sowie auf den namensgebenden Höhnhart (= Kobernaußerwald, von Hardt für Wald) verstanden werden.

## Persönlichkeiten

### Ehrenbürger der Gemeinde
- 2020: Gerhard Beck, Vereinsfunktionär[16]

### Söhne und Töchter der Gemeinde
- Franz Neuländtner (* 1966), Skispringer
- Klaus Mühlbacher (* 1971), Politiker (ÖVP)

### Mit der Gemeinde verbundene Persönlichkeiten
- Günther Beck (* 1976), Biathlet und Mediziner
- Martina Beck (* 1979), Biathletin